# 航空需要削減

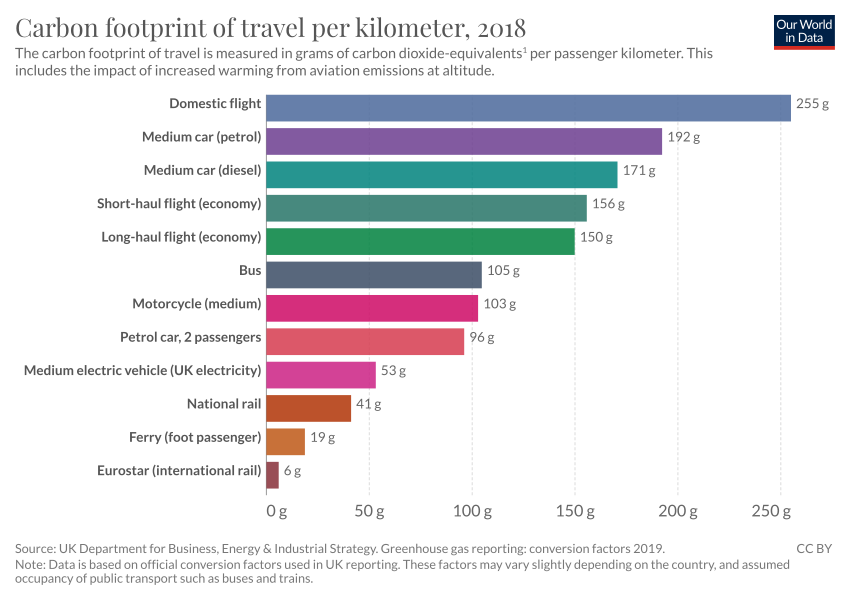
人間1人が1キロメートル移動するときに排出される温室効果ガスの量をそれぞれの交通手段ごとに示した図（Our World In 2018）。ここでは換算二酸化炭素排出量で示しており二酸化炭素以外の排出ガスや高高度での航空機排気ガス排出による温暖化効果の増大も計算に入っている。航空（255グラム）は圧倒的に排出量が大きく、ガソリン乗用車（192グラム）、バス（105グラム）、国有鉄道（41グラム）と続きユーロスター（高速鉄道）ではわずか6グラムである。'

各国別国民一人当たりの航空利用二酸化炭素排出量、2018年

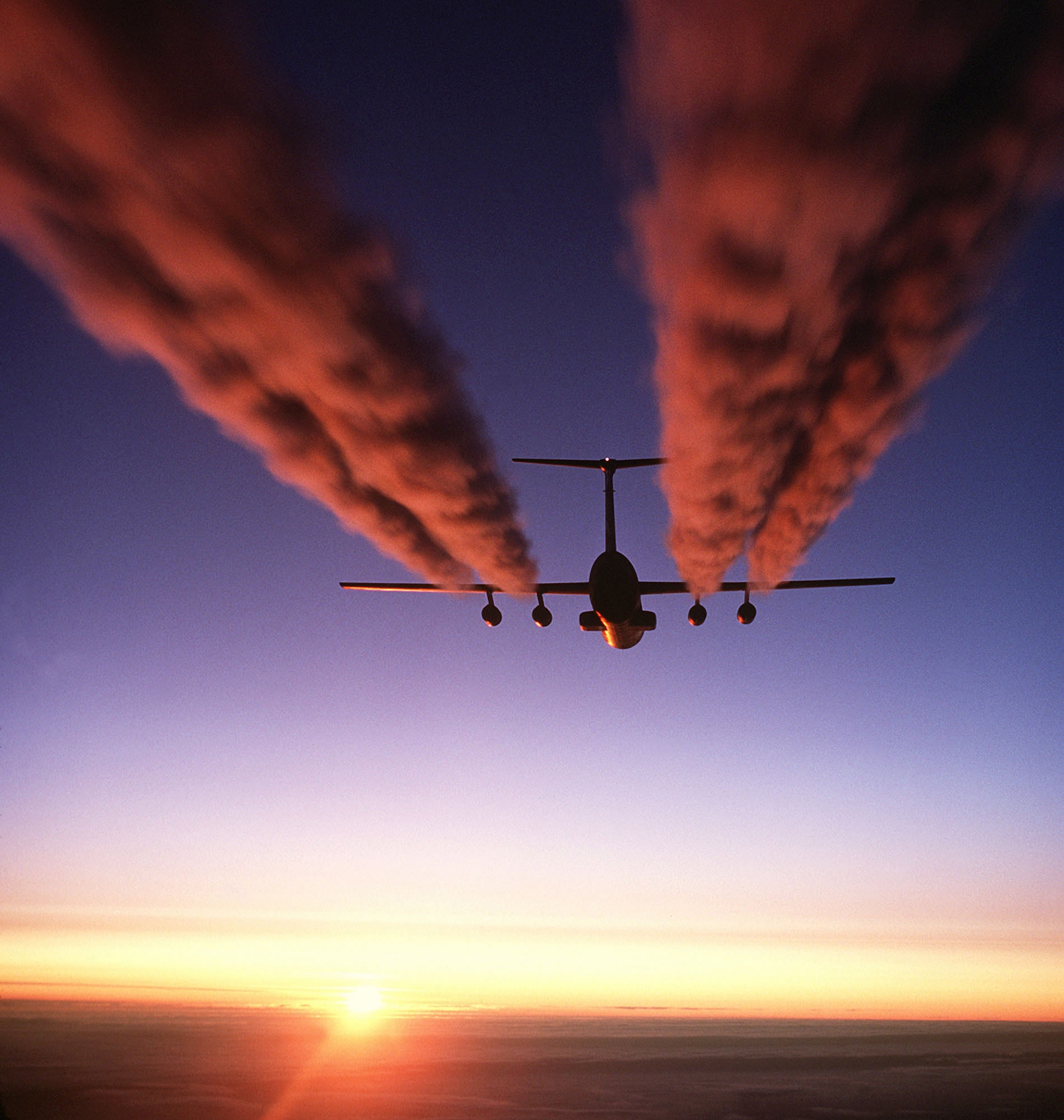
航空機はおびただしい量の温室効果ガスを高い高度で放出し、地上で同じ量を排出するより2.7倍大きい温暖化を引き起こす。

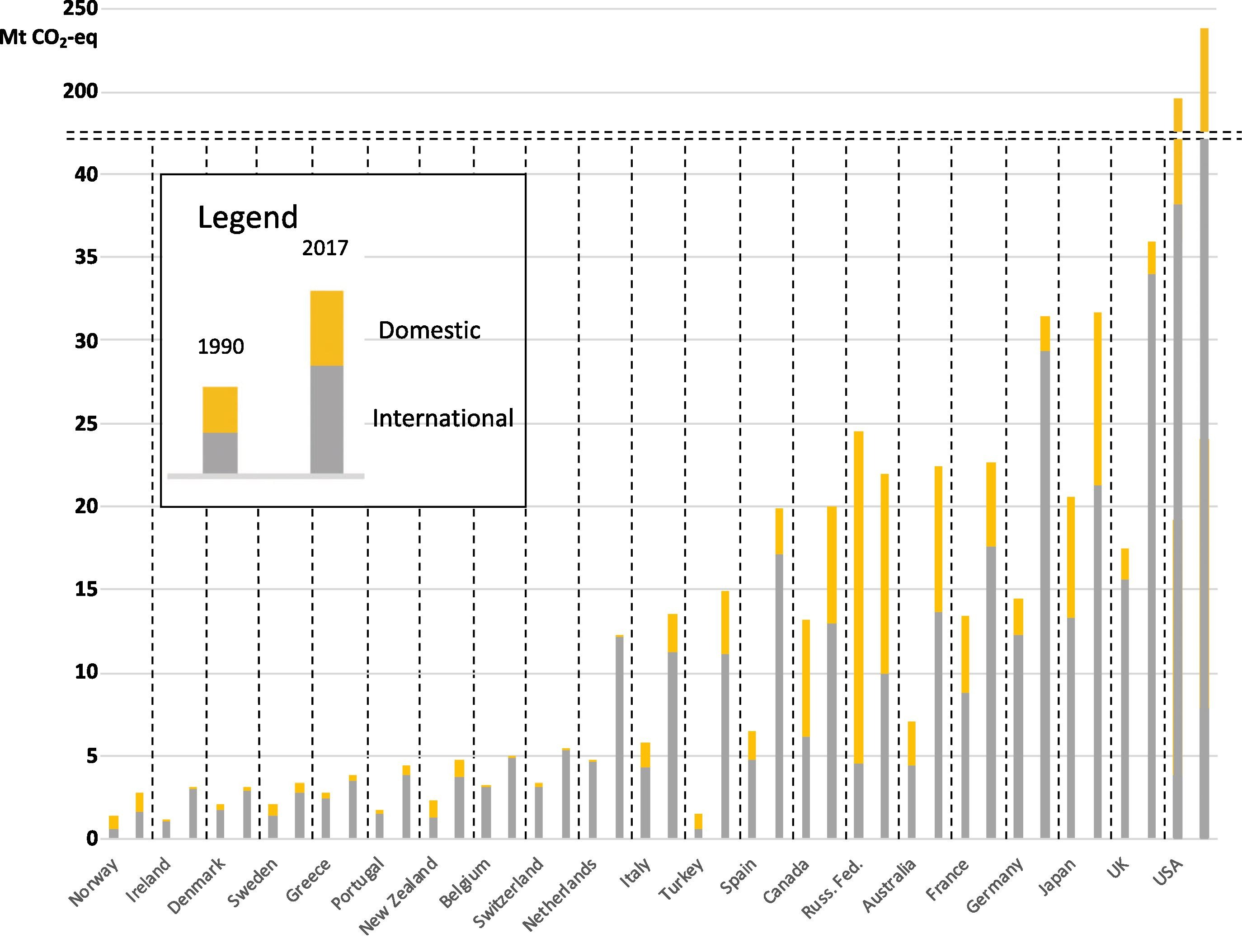
排出量が最も多い付属書I国21か国の航空燃料の排出量。右から多い順10か国は：米国、英国、日本、ドイツ、フランス、オーストラリア、ロシア、カナダ、スペイン、トルコ。縦軸（換算二酸化炭素排出量）のスケールが米国だけ6倍突出している（最大値が英国以下の各国で40なのが米国だけ250）ことに注意。

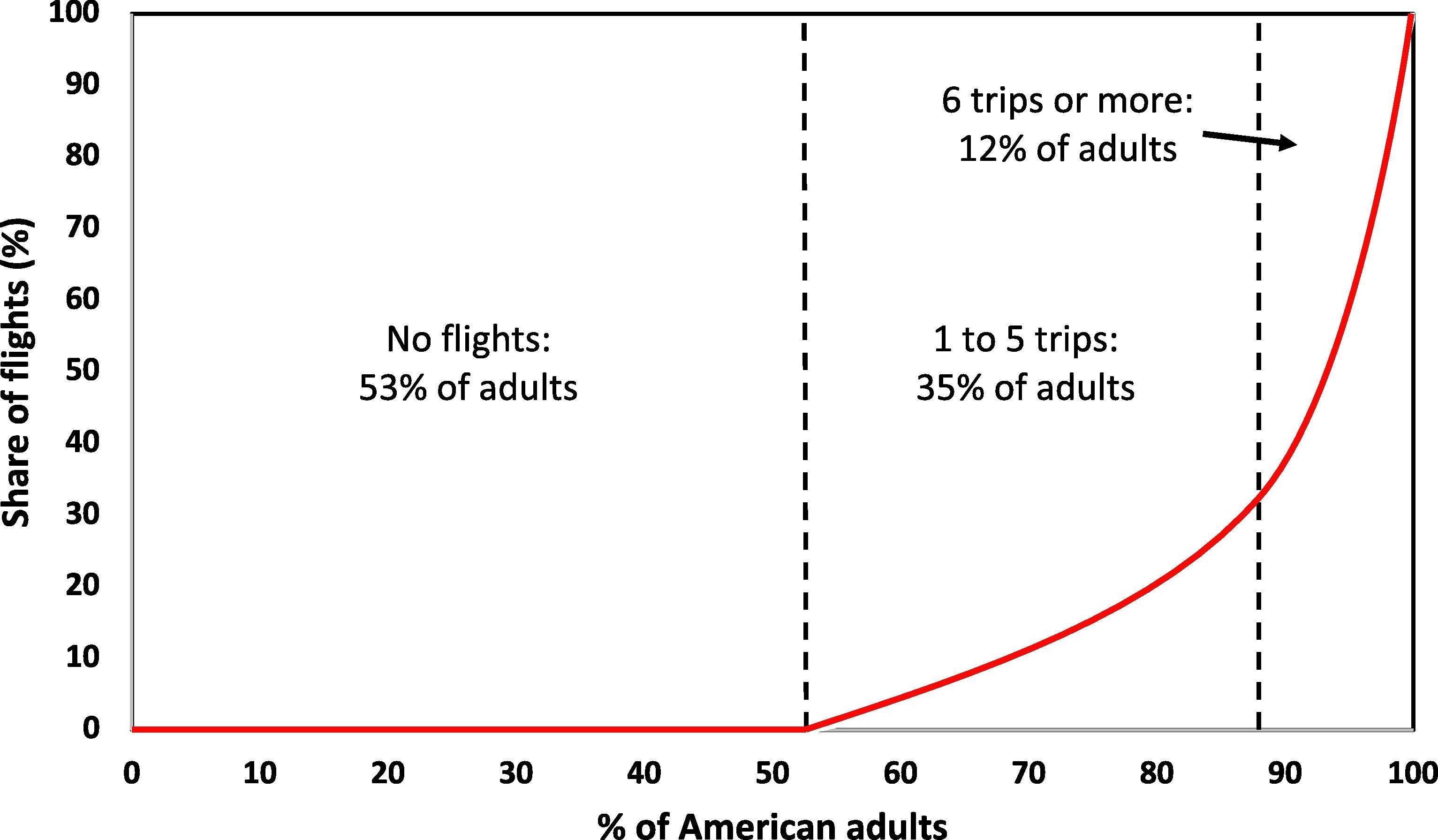
米国人成人の航空旅行回数分布：53％は航空旅行ゼロ、35％は1－5回、12％が6回以上。

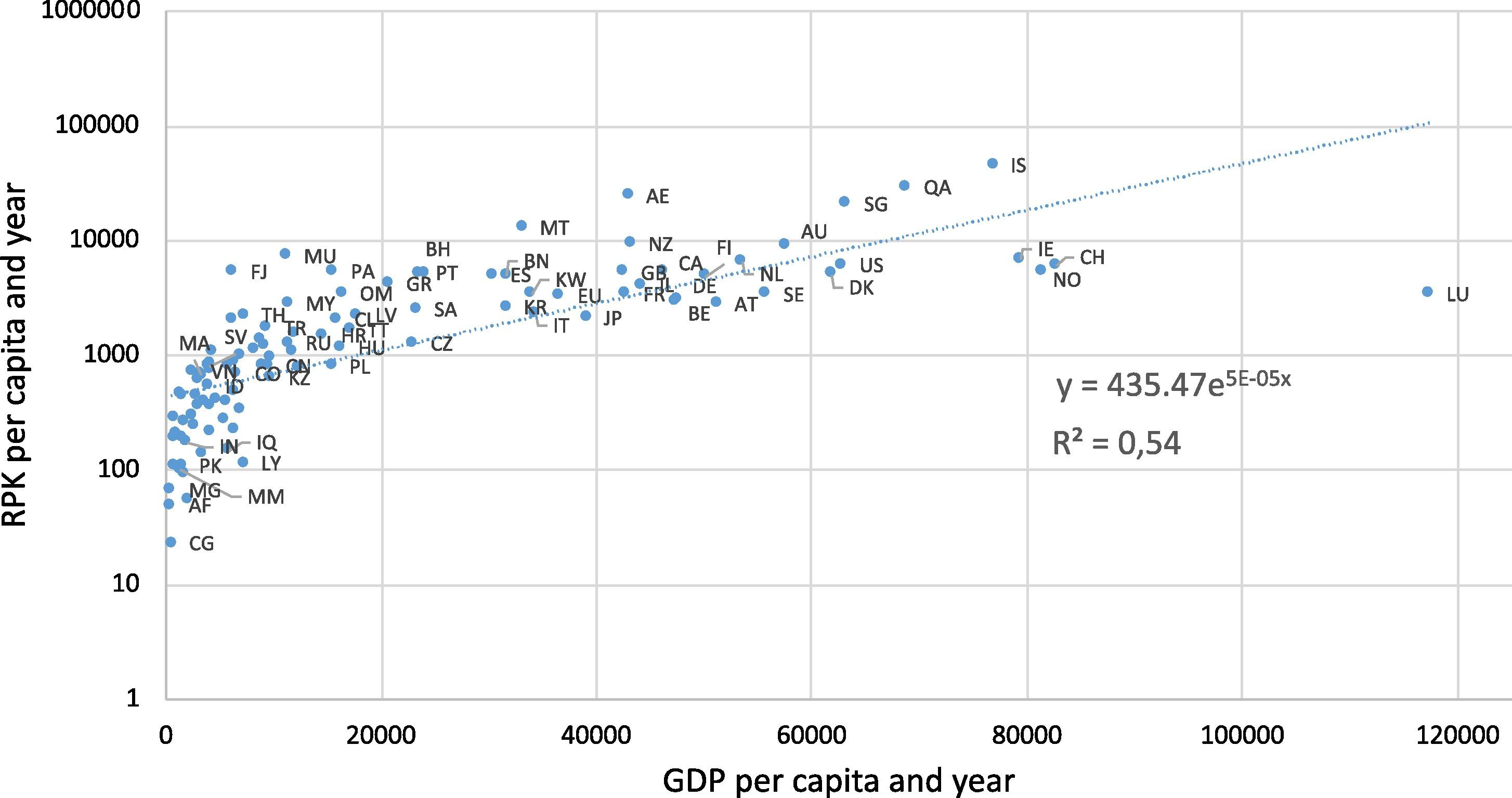
有償旅客キロ数（RPK）とGDP（対数目盛り）はGDP＞5000あたりからほぼ直線関係にある。

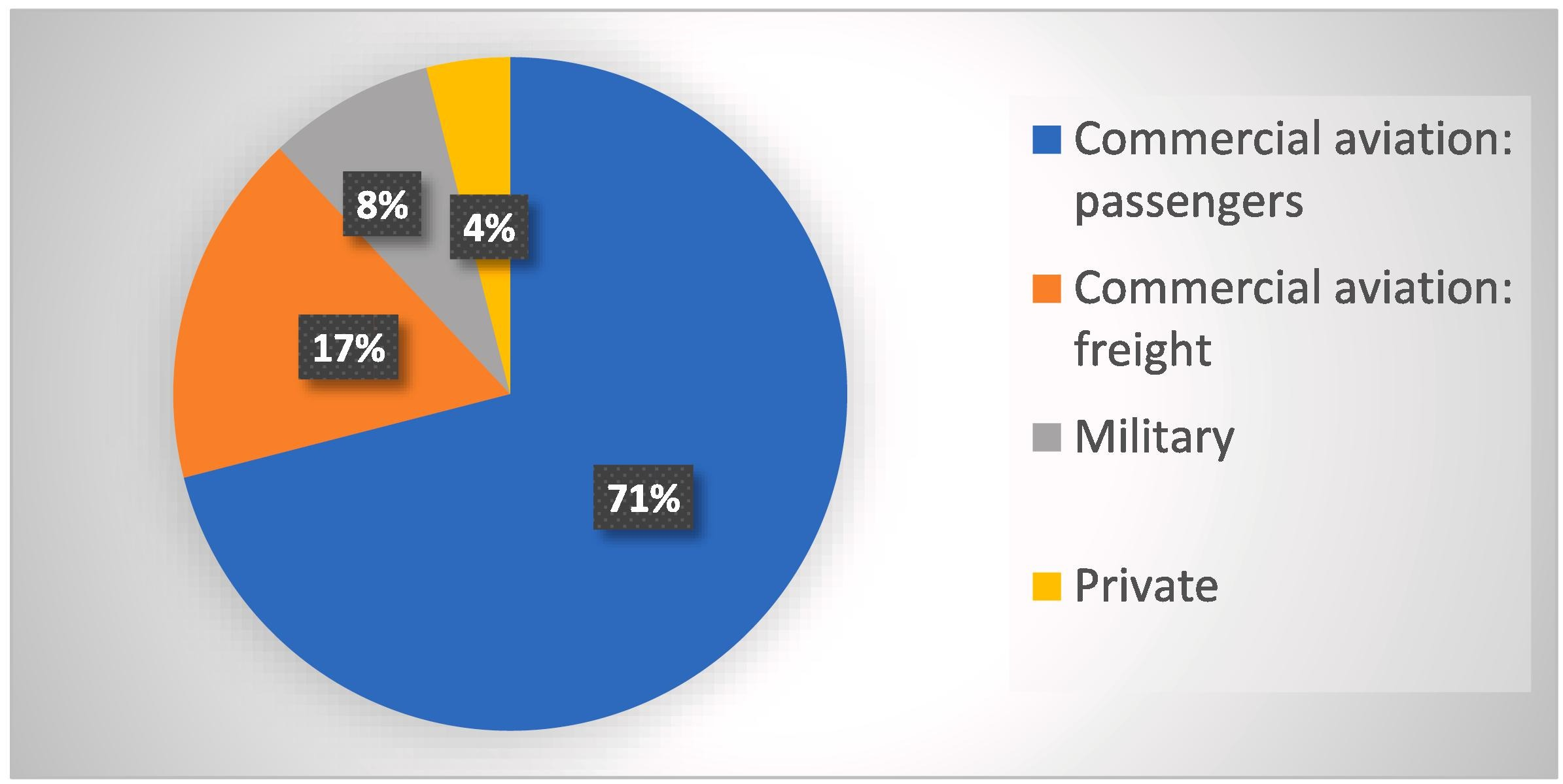
2020年航空燃料消費量のセクター別分布：旅客71％、貨物17％、軍用８％、プライベート４％。

航空需要削減（こうくうじゅようさくげん）、または航空旅行削減（こうくうりょこうさくげん）は、輸送需要管理および気候変動緩和の一環である。　
航空は、需要側での選択肢が「持続可能な開発シナリオ」レベルの達成に大きく影響すると特定されたセクターのうちの1つである。その研究によると地球温暖化幅1.5〜2℃の目標を達成するには、他部門での温暖化ガスの大規模なマイナス排出が非現実的である限り、航空・海運・道路運送・産業といった部門での大幅な需要削減が必要であるが、航空からの排出温暖化ガスは技術的手段で削減するには最も難しいものの一つである。地球温暖化幅1.5〜2℃のシナリオの予測に使用されたIMAGEモデルによると、航空部門で徹底的な脱炭素化を期限内に達成するには、特定市場で航空旅行を減らすことが必須である。2021年の見積もりによると、航空輸送の需要の大幅削減および航空機のエネルギー効率改善により、2050年に予想される航空業界の排出量はそれぞれ最大61%（換算二酸化炭素2.8 Gt）および27%（1.2 Gt）削減できる可能性がある。持続可能な航空燃料たとえばバイオ燃料を拡大するには食料安全保障・地域社会への影響・土地利用の問題など困難な課題が山積しており、例えば王立協会の報告書によると英国の航空産業に供給するに十分なバイオ燃料を生産するには英国の農地の半分が必要である。したがって現状では、航空セクターでの持続可能目標達成には需要削減が唯一の実効性のある対策である。　
2022年の研究では、世界人口の1%が民間航空による換算二酸化炭素排出量の半分に責任がある一方、90%近くはその年に飛行機に乗ってすらいないと推定している。すなわち航空由来二酸化炭素排出は、それに何ら責任のない90%の人々にも負担を強制する。。2018年に飛行機を利用したのは世界人口の最大11%で、そのうち国際便利用者は 2～4%だけだったと推定されている 。International Council on Clean Transportationは定期航空便を利用しているのは世界人口のわずか3%と推定している。

## なぜ航空需要削減が急務なのか
航空は地球温暖化の原因の5%を占めるからである。
航空機は、最もよく理解されている温室効果ガスである二酸化炭素や窒素酸化物だけでなく、温室効果への影響はまだあまり理解されていないものの、飛行機雲や微粒子（煤煙）を排出することでも気候変動に寄与している。空港では大量のジェット燃料や除氷剤が扱われるため水質汚染が発生し近くの水域が汚染されうる。飛行中では温室効果ガス以外にもオゾンと超微粒子が放出されどちらも健康被害をもたらす。さらに一般的な航空機で使用されるレシプロエンジン用の航空用ガソリンは、すでに自動車用ガソリンでは2000年以降世界中ほとんどの国で使用禁止となっているテトラエチル鉛が2025年現在いまだに添加されており、そこから有毒な鉛さえ大気中にまき散らしている。米国では、民間航空機の4分の3に相当する167,000 個の航空機が鉛を空気中に放出しており、米国環境保護庁は、これにより1970－2007 年の間に34,000トンの鉛が大気中に放出されたと推定した。
さらに問題となるのは航空機によるこれらの排出は地表でなく上空でなされることである。航空機は窒素酸化物を成層圏直下に排出し、光化学的プロセスにより温室効果ガスであるオゾンの生成を引き起こし、さらにその他複雑な大気化学的攪乱を引き起こす。飛行高度やルートの検討により、加えて飛行機雲が航空による気候変動の影響の半分以上を占める可能性も示されている。これらの事情から航空機による温暖化効果はその二酸化炭素排出分の2.7倍と見積もられている。
航空に伴う二酸化炭素発生量は旅客一人一時間当たり約90キログラムと見積もられており、先の2.7倍を勘案し航空機のメンテナンス、空港設備、スタッフの維持訓練などに必要な分を合わせると旅客一人一時間当たり約250キログラムにもなる。これが正しければわずか2時間のフライトを一往復しただけで1.0トンになり、パリ協定の個人目標2.3トン達成の半分近くを消費してしまう。
貨物空輸では1トンキロメートルあたりの排出量は船舶のそれの50倍である。 2019年の総航空需要はほぼ1兆トンキロに相当し、78%が旅客便、22%が貨物であった。

## 対策
IPCC第6次評価報告書によれば、回避・シフト・改善（ASI）オプションからなる需要側緩和における「最大の回避可能性」は、長距離航空の削減と短距離移動のための低炭素都市インフラの提供によってもたらされる 。同報告書では、輸送と土地利用の計画を統合すること、在宅勤務、長距離貨物航空の削減、休日を（遠出せず）各地で過ごすこと、飛行機でなく高速鉄道の利用など具体的なモビリティ対策がリストされており、航空便よりも鉄道旅行を好む社会文化的要因は、航空温室効果ガス排出量を2050年までに10～40%削減する可能性があるとしている。

### 実効力のある政策
IPCCの報告書はまた、「自発的な行動の変化は排出量削減を支援できても、変えると不便な行動は（強制力のある）政策介入なしでは実現可能性は低い」としている。 ある調査は航空利用習慣における行動変容を促進する多様な政策の必要性を強調し、カーボンオフセットのような自主的な措置には懐疑的な見方もあったが政府による課税介入を含む規制措置はより受け入れられたことから、自主的な行動変容への期待だけでは不十分であると結論付けた。各国政府の対応は低炭素なライフスタイルに向けた自発的な国民行動の変化を奨励するものであっても、既に観光などで航空旅行の自由を享受している富裕国では実効力のあるものではない。航空旅行の手頃な価格・柔軟性・速達をいったん甘受した富裕国の国民に航空輸送からのシフトを受け入れさせるのは実効力のある政策無しでは達成できない 。
都市はその形態を変えて場所や移動の選択肢を増やし、社会的行動の変化をサポートするメカニズムを提供することによって、市民が持続可能な選択をする能力を高めることができる。 社会政治技術的なフィードバックプロセスは、気候政策と炭素排出量抑制策の結果に決定的なものとなる可能性がある 。関連する政策は「旅行需要管理」(TDM) 政策または「モビリティ管理戦略」と呼ばれている。
航空旅行に関連した炭素排出量を削減するための取り組みは、集団的なものである方が個別のものよりも成功する可能性が高い。しかし2025年までにCOVID-19によるロックダウン期間を除き、航空業界の大規模なモーダルシフトと需要削減が実現した例はない。
関連する政策がなければ、航空業界排出量は急激に増加し続けると予測されている。発展途上国での今後の急速な航空旅行市場の成長により、長期的には全世界で一般航空旅行需要が急激に増加する。旅客需要に占める割合がかなり小さかった中東（9%）、ラテンアメリカとカリブ海地域（5%）、アフリカ（2%）でさえ需要は急速に増加しており、例えば中東では2007年から2019年の間に234%成長した 。

### 短距離航空便の禁止・制限
短距離航空便の制限や禁止は排出量削減に効果的であると見積もられている。　それには国の政府が航空会社に対して一定距離以下の航続距離の航空便の運航を禁止することや、組織や企業が従業員に対して一定距離以下の航続距離の航空便の利用を禁止することが含まれる。2010年代以降この動きは高速鉄道などの代替交通手段が確保できる地域で盛んになってきた。とはいえ空港と都市の主要鉄道ハブ間の接続が不十分な場合、全面的な禁止は短距離航空便を利用してきた旅行者に多大な負荷をかけることに関して議論や調査が進められている。
国際航空運送協会 (IATA) は短距離便を「飛行時間が6時間以下の便」と定義している が、政府や組織は都市間の絶対距離またはその間を鉄道で移動する所要時間で定義するのが一般的である。多くの政府は、緊急事態を除き国民と企業に短距離飛行の禁止を課している。（表）。多くの組織や企業が航空便の出張利用をやめて代替交通手段の利用、カーボンオフセットの購入、会議出張のビデオ会議での代替を奨励している。
| 短距離航空便禁止の事例 鉄道移動時間または距離で表示 | 短距離航空便禁止の事例 鉄道移動時間または距離で表示 |
| --------------------------------------------------- | --------------------------------------------------- |
| オーストリア                                        | 3時間以内                                           |
| フランス                                            | 2.5時間以内                                         |
| スペイン                                            | 2.5時間以内（協議中）                               |
| Environment Agency                                  | イギリス国内（約7時間以内）                         |
| フローニンゲン大学                                  | 6時間または500キロメートル以内                      |
| ジュネーブ大学                                      | 4時間以内                                           |

2006年ベルギーのワロン地域はJet4youのシャルルロワとリエージュ間の飛行を禁止した。 
2019年3月、オランダ下院はアムステルダム・スキポール空港とブリュッセル空港（ザベンテム）間の民間航空便の禁止を可決した。このたった約150キロメートルの距離にそれまで1日5往復もの航空便が運行されていた。
2019年6月3日フランスの国会議員は、鉄道で2時間半以内に移動できる距離をカバーする航空会社の乗り継ぎを禁止することを提案した。 2020年6月9日フランスのルメール財務大臣は、2時間半の短距離飛行を禁止した。 
2020年6月のオーストリア航空に対する新型コロナウイルス危機支援プログラムの一環として、保守派と緑の連立政権は、距離が350キロメートル未満のフライトの航空券に30ユーロの特別税を導入した。ルフトハンザグループは、電車で3時間以内に移動できる国内線乗り継ぎ便を廃止することに同意した。 

### 鉄道インフラの改善

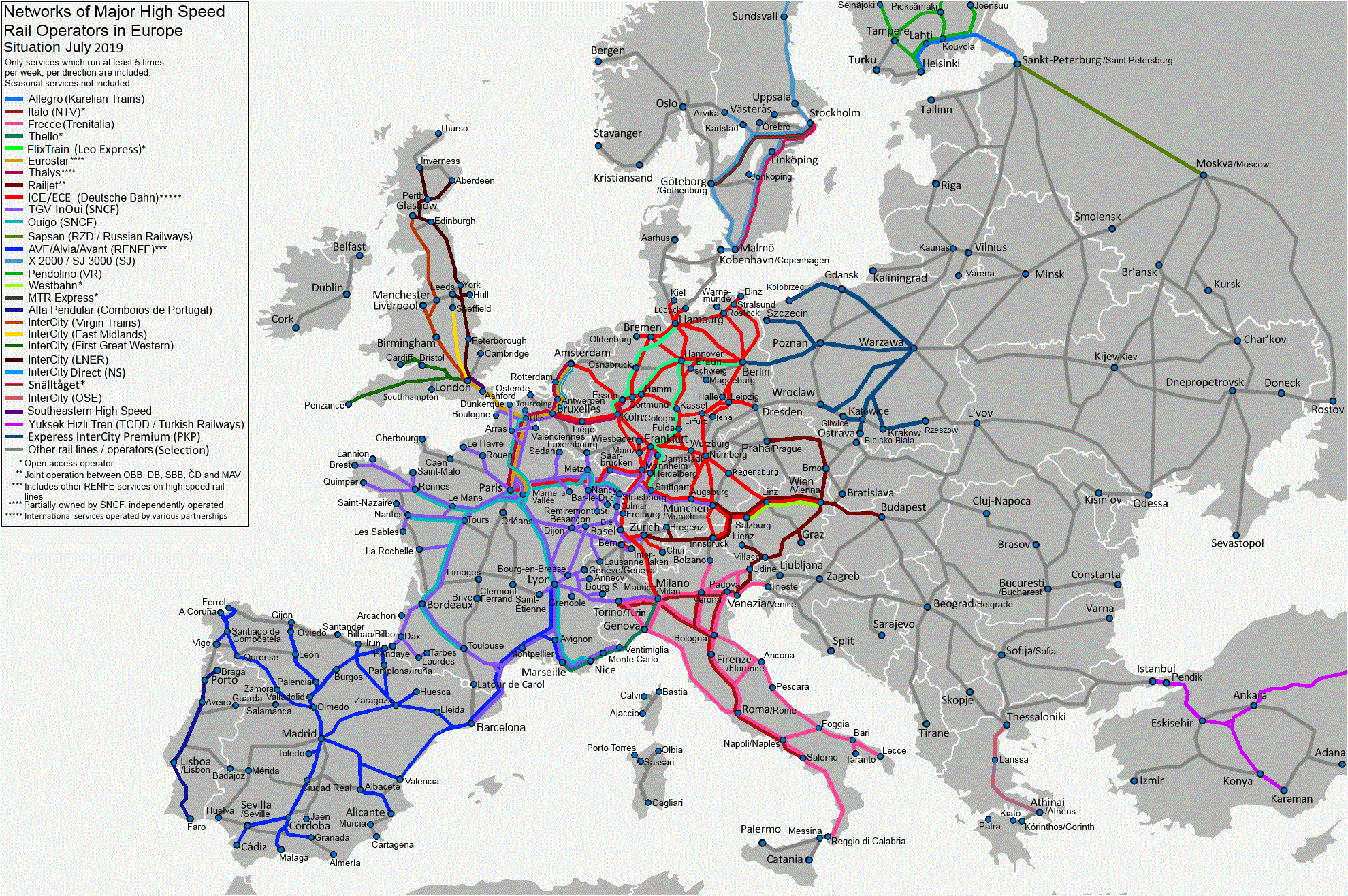
欧州主要高速鉄道網、2018 年

欧州では格安航空会社の台頭により総航空交通量が大幅に増加してしまった。高速鉄道はこれらの良い代替選択肢である。
韓国での研究では2005年、国内の航空需要が75％から34％に大幅減少したのは、新しい高速道路サービスの導入と、2004年のソウル－大邱間の高速鉄道の開業が主な理由であるとした。
中国では2011年の北京-上海間の高速鉄道の開業後、航空需要は大幅に減少した。
2022年に発表された統合調査では、鉄道による代替による航空交通量の削減は7〜28%と見積もられ、ある研究では、欧州内の短距離および中距離交通の約17%が鉄道に代替でき、移動時間は最大20%の増加ですむとし、別の研究ではすべての主要都市間で高速鉄道が利用可能であれば、補完的な対策がなくても航空交通量は25%削減できるとしている。
一部の企業は、飛行機を使わず鉄道などで休暇旅行をする従業員に年間少なくとも2日間の有給「旅行日」を提供する制度のClimate Perksに加入している。これは業務でなく個人休暇の旅行に使用でき、航空機を使わないことによる所要時間の増加を補完する福利厚生である。この制度を立ち上げた慈善団体Possibleによると、これまでに30社以上が加入しているという。

### 価格・課税による統制
いうまでもないが航空券価格値上げは旅行者に航空とは別の手段を検討させる 。少額の値上げは長距離旅行や雇用主が負担する出張には影響が少ないが、炭素税の導入による価格上昇は需要を高速鉄道にシフトさせ航空需要を大幅に抑制できる。 航空券価格の値上げによる距離ベースの航空旅客税も、税水準と価格弾力性に応じて需要を減少させうる 「汚染行為」を罰することと、多くの人に利益をもたらす投資とを直接関連づけられるなら、税金は特に効果的かつ有用である 。さらに、例えば補助金のような的を絞った介入により鉄道運賃を安価にすることをもできる。
航空旅行に対する税金は、他の種類の炭素税よりも公平性への懸念が少ないと考えられている。 ある研究は、マイレージ税や一般的な過剰消費に対する税は、容易で公平・効果的かつ政治的に許容可能な環境政策となると指摘した 。

### 個人炭素許容量（取引、手当）
個人炭素取引は一人ひとりに均等に二酸化炭素排出権が割り当てられ、各個人は燃料や電気の購入など二酸化炭素排出を伴う活動に際しこれらの排出権を「消費」しなくてはならない制度である。この制度は二酸化炭素排出許容量を経済的価値のあるものとして取引を可能とするものである。当初の割り当て量を超えて排出する必要がある個人は、排出量が少ない個人から追加の排出権を「購入」しなくてはならない。それにより、当初の割り当て量を下回る量しか排出しない個人にその分が利益として還元される。
この個人炭素取引を航空の利用に適用した場合、平易に言えば航空機を利用する個人がしない個人の利用権を取引証明書でもって購入することにより、全員の航空利用権の配給量合計＝相互取引可能な航空旅行利用上限を保つことができる。
2021年のNature Sustainabilityの論文は、個人炭素取引が気候変動緩和の手段となりうると結論付け、2021年時点で試験的導入が試みられている。その制度により過剰な炭素排出が抑制されその結果一人当たり排出枠のデフォルトレベルを低下させることができるかもしれないと期待される。　すなわち公平かつ公正な方法で航空旅行を減らす可能性がある。この方法は英国で100人のボランティアを対象に試行され技術的な実現可能性が示された。しかしながらこのような「個人炭素クレジット」の売買は心理的な影響を引き起こす可能性があり、炭素税制度との比較が議論されている。

### 「フライト・シェイム」：航空利用を当然とする消費者意識・心理の是正
主に富裕国で深く根付いた現代の航空旅行の性質は、他の公衆衛生問題や関連ロビー活動と比肩しうる「航空旅行依存症」として説明されている。たとえばソーシャルメディアは頻繁に飛行機で旅行する誘惑を煽ることがある。また格安航空など航空の実質コストの低下により航空利用が日常活動に常態化した。人間の旅行でなくとも、数十年前までは地方でなくては食べられなかった「産地直送空輸」食品が店舗に並び、フェデックスなど大手の航空貨物輸送事業の一般利用さえ当たり前になったが、これらの購入や利用が及ぼす莫大な地球温暖化について省みる消費者は殆どいない。[要出典]
「無制限の消費」を奨励するような経済システムと生活様式が浸透してしまった現代社会では、政策なしで自発的な変化を期待することは殆どできないが、航空旅行や航空便の気候変動への影響についての情報を含むサステナビリティ教育は、航空需要を減らしうる。またメディアが航空に関する「テクノロジーの”ソリューション”に関する無批判な報道」をやめれば消費者の責任感が高まり、安直な航空利用を心理的に抑制させうる。平易にいえば未成年者の喫煙を抑制するためたばこの広告を自粛するのと同じである。たとえば格安の短距離航空券を含む高炭素排出製品の広告の禁止が一部施行された。　
気候変動に有利な意思・決定を奨励する情報提供や、「ナッジ」やソーシャルマーケティングアプローチも役割を果たす可能性がある。あるレビューは認知的不協和を含め、航空炭素排出に責任を感じる航空旅行者による潜在的な意思決定や心理的反応について概説している。
エアポートウォッチ（環境グループ）やステイグラウンデッドネットワークなど、航空業界が付加価値税や燃料税を支払わないことにより恩恵を受けている大幅減税や空港拡張の廃止などを求めて活動する団体もある。 フライデーズ・フォー・フューチャーは航空旅行の正当性に関する議論を喚起しそれによりスウェーデンとドイツでは航空旅行需要が低下した証拠が示されている。2018年、そこから派生して飛行機で旅行することは「恥」（フライト・シェイム）(フリーグスカムともいう）とする社会運動が捲き起こり、その結果スウェーデンの鉄道会社SJ ABは、2019年の夏には前年に比べて2倍の旅客が飛行機ではなく鉄道での旅行を選択したと報告し、スウェーデンの空港運営会社スウェダビアは、世界的な成長にもかかわらず2019年に同社の10空港全体で乗客が前年比4％減少したと報告した。

### 近場観光の奨励
IPCC第6次評価報告書は休日を近場で過ごすことを推奨している。鉄道などの他の交通手段との協力で各地域の魅力を再発見し、その地域の観光資源を開発することは、航空旅行需要の大幅な削減の一手段である。近場での地域観光は、宿泊施設、食事、交通機関、アトラクションなどの地元産業に大きな経済的利益をもたらし、雇用創出、税収増加、インフラ開発、地域内、特に他の経済的機会が限られている可能性のある地方の全体的な経済刺激につながる。とはいえ極度な観光開発は遠方からの観光客をも誘致し逆に遠距離航空需要の増加に繋がりかねない。コミュニティベースの観光はその問題に対処できる一方法である。
増え続ける観光業の炭素排出量に関する根本的な一因は、観光の最大化を執拗に追求するブースター主義的経済政策であり、そこでは遠距離観光を旅行支出の継続的な増加など経済的理由のみによって良しとし、オーバーツーリズムなど観光の社会的および環境的悪影響についてはほとんど考慮しない。2014年の研究では、中長距離の航空輸送に対する需要の高まりが、観光業界による温室効果ガス排出量増加の主な原因であることを示唆し、国内・短距離観光に投資するか、長距離旅行の料金を引き上げてその分を特別貧困緩和基金に寄付すれば、遠距離観光市場抑制による損失を補うことができると述べ、観光客の移動距離の短縮による経済的影響は、以前に想定されていたよりも大幅に小さくて済むことも明らかにした 。

### その他
- ほとんどの国際会議の出席者は飛行機で旅行し、その費用は雇用主が負担し従業員への「ご褒美」とみなされていることがよくあるが[90]、気候変動研究所であるTyndall Centre for Climate Change Research はその慣行を変えることを推奨している[91][92] 。
- テレワーク・リモートワーク・ビデオ会議などテレプレゼンス技術の導入により航空需要を削減できる[93][94][95][11][61][96][97]。2021年の研究では対面会議からバーチャル会議に移行すると、カーボンフットプリントを94％、エネルギー使用量を90％削減可能であるとしている[94]。
- 航空旅行正当性の事前審査: 調査によると業務目的であっても飛行機に乗った人の多くは、そのフライトの大部分がほとんど重要ではないか不必要だったと考えており、無用の航空利用が削減可能だった（のにしなかった）[61] 。このことは新型コロナウイルス感染症のパンデミック時の対応により、業務出張の大部分を不要なものとせしめたことでも実行可能であることが実証された[20]。
- プライベート飛行機の使用制限[98][76]。
- マイレージ税（フリークエントフライヤー税)の導入[62][63][72][99][100][97]。
- イベントや会議場所の近くに住んでいる、あるいは勤務している人に行ってもらうことで飛行機での移動を減らすことができるという提案がある[59]。